# Humbucker

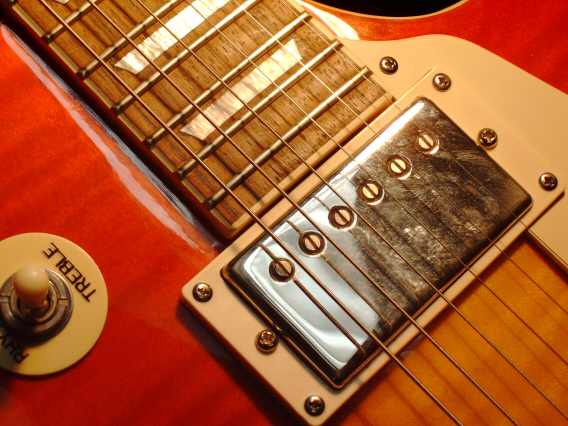
Particolare della Gibson Les Paul, con in primo piano l'humbucker del manico

Un humbucker è un tipo di pick-up per chitarra e basso elettrico, o per altri strumenti cordofoni amplificati elettricamente. Il nome deriva dall'espressione "buck the hum" che tradotta significa "invertire il ronzio" o annullare l'interferenza.

## Storia
Il primo pick-up humbucker fu inventato nel 1934 dalla Electro-Voice, una società americana specializzata nel campo sonoro con sede nel South Bend, Indiana.
Anche Joseph Raymond "Ray" Butts iniziò a lavorare al proprio pick-up, così come Seth Lover, dipendente della Gibson Guitar Corporation. Il primo a ottenere il brevetto fu Ray Butts (nr. brevetto 2.892.371) e poi Seth Lover (nr. brevetto 2.896.491), ma anche se, in definiva, entrambi svilupparono lo stesso concetto, Ray Butts non venne mai riconosciuto come colui che inventò e produsse il primo pick-up humbucker.
Così nel 1955 fu immesso sul mercato l'humbucker, il cui inventore era appunto Seth Lover. Dato che Lover era dipendente della Gibson ed essendo montato su una Gibson Les Paul, il pick-up viene associato alla Gibson, anche se fu montato su diverse chitarre di altri produttori.
Nel 1953 anche la "Rickenbacker International Corporation" iniziò a lavorare su un pick-up doppio ma poi, nel 1954, lasciò il progetto perché il pick-up produceva una distorsione del suono non gradita.
Nonostante la Gibson usasse in modo massiccio il nuovo pick-up sulle proprie chitarre, anche la Fender iniziò a montare su alcuni modelli di Stratocaster e Telecaster lo stesso pick-up al ponte.
Nel 1976 la Music Man realizzò un nuovo tipo di humbucker, caratterizzato da due avvolgimenti paralleli con due magneti per corda.

## Funzionamento
In ogni pick-up la corda viene magnetizzata da un magnete fisso che induce tensione alternata per mezzo di una sottostante bobina. Tuttavia le bobine sono molto sensibili a qualsiasi tipo di interferenza elettromagnetica causata da campi magnetici alternati. La tensione indotta in una bobina ha una sua direzione che viene definita dalla direzione dell'avvolgimento (in senso orario o antiorario) e dall'orientamento dei magneti permanenti. L'humbucker è composto da due bobine avvolte in due direzioni opposte e da magneti disposti anche loro in due direzioni diverse, in modo che il moto della corda induca una tensione nelle bobine che hanno la stessa direzione. I segnali di "modo comune", ovvero i segnali indotti in entrambe le spire in pari ampiezza ma fase opposta, tipicamente disturbi e ronzii, vengono sommati mettendo le bobine in serie e tendono a cancellarsi mutualmente. Invece i segnali in "modo differenziale", ovvero quelli indotti sulle bobine con la stessa fase, si sommano rafforzandosi. In questo modo si ha un miglior rapporto segnale-rumore.

## Suono
Utilizzare due spire influenza anche il timbro della chitarra: l'uscita all'amplificatore ha una potenza doppia, ma, essendo le spire in posizione leggermente differente lungo le corde, alcune armoniche ad alta frequenza sono ridotte o addirittura cancellate. I chitarristi amano discutere sui meriti relativi a questo timbro "corposo" e "scuro", contro quello "brillante", "chiaro", dei pickup single coil. Inizialmente molti chitarristi intervenivano sull'elettronica aggiungendo interruttori e levette per scindere gli humbucker, ovvero utilizzare solo una delle due bobine dell'humbucker, ottenendo quindi un suono similare (ma non identico) a quello di un single coil con adoperate le stesse tecniche costruttive (numero di spire, lega magnetica ecc ecc). Oggi le case costruttrici hanno in produzione pickup già predisposti per questo uso.

## Pick-up alternativi

### Humbucker accostati
Le chitarre solid-body di solito hanno la cavità predisposta per ospitare un pick-up single coil e per montare un humbucker si dovrebbe ricavare nel corpo e nel battipenna lo spazio che serve per inserirlo. Per farlo però, soprattutto su chitarre vintage molto costose, serve molta abilità e precisione. A tal proposito molti chitarristi non vogliono rischiar di rovinare la propria chitarra, quindi molti produttori si sono adeguati, producendo pick-up humbucker compatti dalle dimensioni di una bobina single coil. Cioè le due bobine sono sovrapposte una sopra l'altra invece che una accanto all'altra.

### Humbucker Rail
L'humbucker rail invece di avere i classici poli magnetici, ha una o due barre magnetiche (rails). Quindi il rail può essere presente su una sola bobina o su entrambe, ed è una cosa che dipende dal tipo di suono e di risposta dinamica che il costruttore del pickup ha concepito durante il suo progetto. La presenza di rails su entrambe le bobine risolve il problema del fattore "distanza tra le corde" che può variare di qualche millimetro tra i differenti modelli di chitarra; questione importante specialmente quando viene installato un pickup di terze parti in una chitarra con una spaziatura corde diversa da quelle più diffuse.
Il campo magnetico dei rails è più uniforme rispetto ai poli singoli, questo può influenzare il suono della chitarra durante l'esecuzione della tecnica del bending, poiché è una tecnica che consiste nel piegare la corda, estendendola fuori dalla sua posizione originaria, allontanandola quindi, nel caso di humbucker tradizionali, dal polo magnetico presente sotto la corda in questione. Quindi il campo magnetico uniforme tipico di un rail, in questo caso può essere preferibile, almeno in teoria. Di fatto, però, molti musicisti preferiscono la risposta dinamica dei poli tradizionali, per cui si tratta di una scelta personale.